# Луї Новерра
Луї Новерра (10 травня 1902 — 15 травня 1972) — швейцарський яхтсмен.
Срібний призер Олімпійських Ігор 1968 року в класі 5,5 метра, учасник Олімпійських ігор 1936, 1948, та 1952 років.
Чемпіон світу в класі 5,5 метра 1961 року